# Once Again... (Statues Never Die)
Once Again... (Statues Never Die) ist ein britischer Spielfilm von Isaac Julien aus dem Jahr 2025.

## Handlung
Im Mittelpunkt der Geschichte steht die Beziehung zwischen Albert C. Barnes (1872–1951) und Alain Locke (1886–1954). Barnes war Sammler und Aussteller afrikanischer Kulturartefakte und Stifter der Barnes Foundation. Locke machte sich als Philosoph einen Namen und gilt als Begründer der Harlem Renaissance.

## Hintergrund
Once Again... (Statues Never Die) gilt als Nachfolgewerk von Looking for Langston (1989). In dem 45-minütigen Film porträtierte Julien den Schriftsteller Langston Hughes, ebenfalls ein Mitglied der Harlem Renaissance.

## Veröffentlichung
Die Weltpremiere war am 19. Februar 2025 im Rahmen der 75. Internationalen Filmfestspiele Berlin (Berlinale). Dort wurde das Werk gemeinsam mit Looking for Langston in die Sektion Panorama aufgenommen.